# Cinéma Le Palace (Beaumont-sur-Oise)

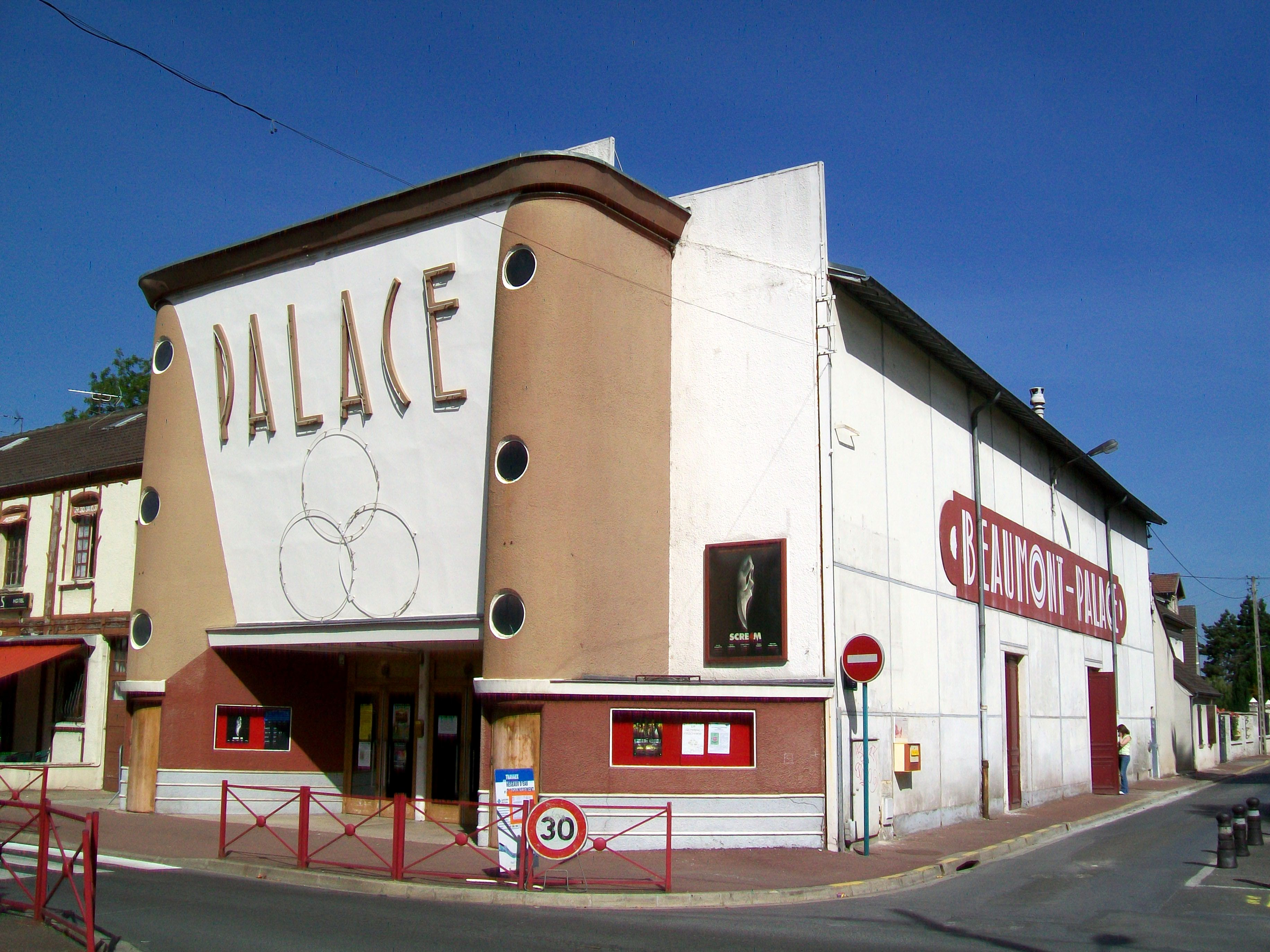
Cinéma Le Palace

Das Cinéma Le Palace (deutsch Palastkino) in Beaumont-sur-Oise, einer französischen Gemeinde im Département Val-d’Oise in der Region Île-de-France, wurde ab 1914 errichtet. Das Kino an der Nr. 2 rue Henri-Pasdeloup ist seit 1990 ein geschütztes Baudenkmal (Monument historique).

## Beschreibung
Das Kino wurde mit wiederverwendeten Eisenträgern, die für eine Ausstellungshalle der Weltausstellung Paris 1900 hergestellt worden waren, errichtet. Die Fassade wurde im Jahr 1936 verändert, als über der Eingangshalle ein Bildwerferraum angebaut wurde und die Fassade im Stil des Art déco umgestaltet wurde. Das Kino ist seit einigen Jahren im Besitz der Gemeinde Beaumont-sur-Oise. Es wurde von dieser umfassend renoviert.